# Adriana Raggi Lucio
Adriana Raggi (México, 1970 - ) es una artista cuya obra se centra en la autorrepresentación y el cuerpo. Sus medios de exploración son, principalmente, la pintura, la fotografía y el video.

## Formación Académica
Estudió la licenciatura en Artes Visuales, en la entonces denominada Escuela Nacional de Artes Plásticas (ENAP) ꟷhoy Facultad de Artes y Diseño (FAD)ꟷ, de la Universidad Nacional Autónoma de México (UNAM), titulándose con el trabajo “La vía láctea: un libro de artista sobre astronomía”, bajo la tutoría de José Daniel Manzano Águila, en 1995. De 1995 a 1996 fue estudiante invitada en la Kunstakademie Düsseldorf, en donde trabajó con las profesoras Beate Shiff y Maria M.M. Buras. Estudió la maestría y el doctorado en Historia del Arte, en el Instituto de Investigaciones Estéticas (IIE, UNAM) y la Facultad de Filosofía y Letras (FFyL, UNAM), graduándose de la maestría en el año 2002 con la tesis “La búsqueda de la identidad en tres artistas alemanes nacidos en la posguerra: Anselm Kiefer, Sigmar Polke y Rosemarie Trockel”, bajo la dirección de la Dra. Karen Cordero Reiman, y del doctorado en el año 2013 con la tesis “Transmutaciones corporales. Del oprobio a los infinitos géneros: Magali Lara, Nicola Costantino y Cris Bierrenbach”, bajo la dirección de la Dra. María Rosa Palazón Mayoral.
Asimismo, en 2013, cursó el Diplomado en Fotonarrativa y nuevos medios de la Fundación Pedro Meyer, en colaboración con la organización World Press Photo. Del 2008 al 2010, fue miembro del Seminario de cultura visual y género, del Instituto de Investigaciones Estéticas (IIE, UNAM), a cargo de la Dra. Deborah Dorotinsky Alperstein y de 2012 a 2014, participó como miembro del Consejo Universitario (UNAM). En esos años, fundó y participó también en el colectivo artístico de reflexión y creación denominado Las Disidentes (2011-2016), junto a Adriana Calatayud y Bruno Bresani, producto de su experiencia en el Taller de Arte y Género (TAG), de la artista feminista Mónica Mayer.
Actualmente, se desempeña como profesora de tiempo completo en la Facultad de Artes y Diseño (UNAM), en donde imparte clases sobre estrategias metodológicas, análisis y representación de textos para elaboración de proyectos, y dicta el curso "La investigación artística, los procesos educativos y sus productos", en el Posgrado de la FAD. Funge como Coordinadora de Redes de Investigación y Experimentación para los Diseños y las Artes (CORIEDA) y participa en el grupo de investigación sobre educación artística denominado “Intervenciones críticas desde el arte contemporáneo” (ICDAC), junto a Jarumi Dávila López, Luisa G. Tolentino, Carmen Rossette Ramírez, Rubén Cerrillo García, Benjamín Martínez Castañeda, Liz Misterio, Daniel Montero Fayad, Gabriela Piñero, Pedro Ortiz Antoranz y Carlos Romualdo Piedad.

## Obras

### Autorrepresentación
- Memoria
- Contra el universo (2014)
- Decir (2014)
- Accidente (2014)
- Prueba (2014)
- Oscura (2014)
- Dos momentos (2014)
- Central (2014)
- Boca (2014)
- Auto (2014)
- Autorretrato en espejo (2014)
- Autorretrato (2014)
- Dormir (2013)
- Yo (2010)
- Tortura (2010)
- Mal 3 (2010)
- Mal 2 (2010)
- Dolor (2010)
- Contraste (2010)
- Bien 3 (2010)
- Bien 2 (2010)
- Mal (2009)
- Identidad (2009)
- Bien (2009)
- Pausa (2008)
- Transferencia (2006)
- Pequeños instantes (2006)
- Temor (2004)
- Sobrevivir (2004)
- Perspectiva (2004)

### Lo doméstico
- Identidad (2010)
- Sepsis (2008)
- Auxilio
- De la serie Lilith (1999)

### Video
- Colapso (2013)
- Despedida (2013)
- Autorretrato (2013)
- Nocturno (2013)
- Adriana y los perros (2013)
- Autovideato (2011)

## Exposiciones y Residencias

### Exposiciones individuales
- 2014 – Corporis sensus, Star, Cluj-Napoca, Rumania
- 2012-2013 – Inventarios en Casa del Tiempo, UAM, CDMX[6]
- 2008 – Anatomía segmentaria en Radio Educación, CDMX
- 2006 – Todo lo visible y lo invisible en el Instituto Mexicano del Psicoanálisis, CDMX
- 2005 – Subdivisiones en la Galería Alva de la Janal, Xalapa, Veracruz, MX
- 2004 – Momento de inercia en la Facultad de Ciencias, UNAM, CDMX y Fragmentaciones en la Universidad Pedagógica Nacional, CDMX
- 2003 – Recent Works en Columbian/American Alliance’s Colombian Festival, ZUMIX, Boston, EUA
- 2002 – Rasgos humanos en Casa Jaime Sabines, CDMX
- 2000 – Analogías, pintura y grabado en el Colegio de México, CDMX
- 1999 - Similares Cotidianos en la Casa de la Cultura de la UAEM, CDMX

### Exposiciones colectivas
- 2011 – Mujeres ¿y qué más? Reactivando el Archivo de Ana Victoria Jiménez, en la Universidad del Claustro de Sor Juana y la Universidad Iberoamericana,[7] CDMX
- 2008 – Ella misma y su imagen: autorretratos de artistas en el MUMA
- 2004 – De chile, mole y pozole en FONCA Mexican Artists in Residence en el Banff Center, Canadá. Beca del Programa de Intercambio de Residencias Artísticas del Fondo para la Cultura y las Artes.
- 2003 – Residencia en Vermont Studio Center, Johnson, Vermont, EUA
- 2003 – Gallery Monthly Show en Out of the Blue Art Gallery en Cambridge, EUA

- 2002 y 2000 – Biennale internationale d’art miniature en la Salle Augustin-Chénier, Ville-Marie, Quebec, Canadá

- 1995 – Configura 2, Dialog der Kulturen en Erfurt, Alemania
- 1993 – Salón Anual de Mini-Estampa

## Artículos y libros
- 2012 - Arte en grupo, artistas femeninas en México. Preparado para la Asociación de Estudios Latinoamericanos, San Francisco California.[8]
- 2016 - Polonia. Libro de fotografía[9]
- 2018 - El ICDAC: los trabajos y los días. Los procesos de la investigación y propuestas del ICDAC[10]